# Ernő Dániel

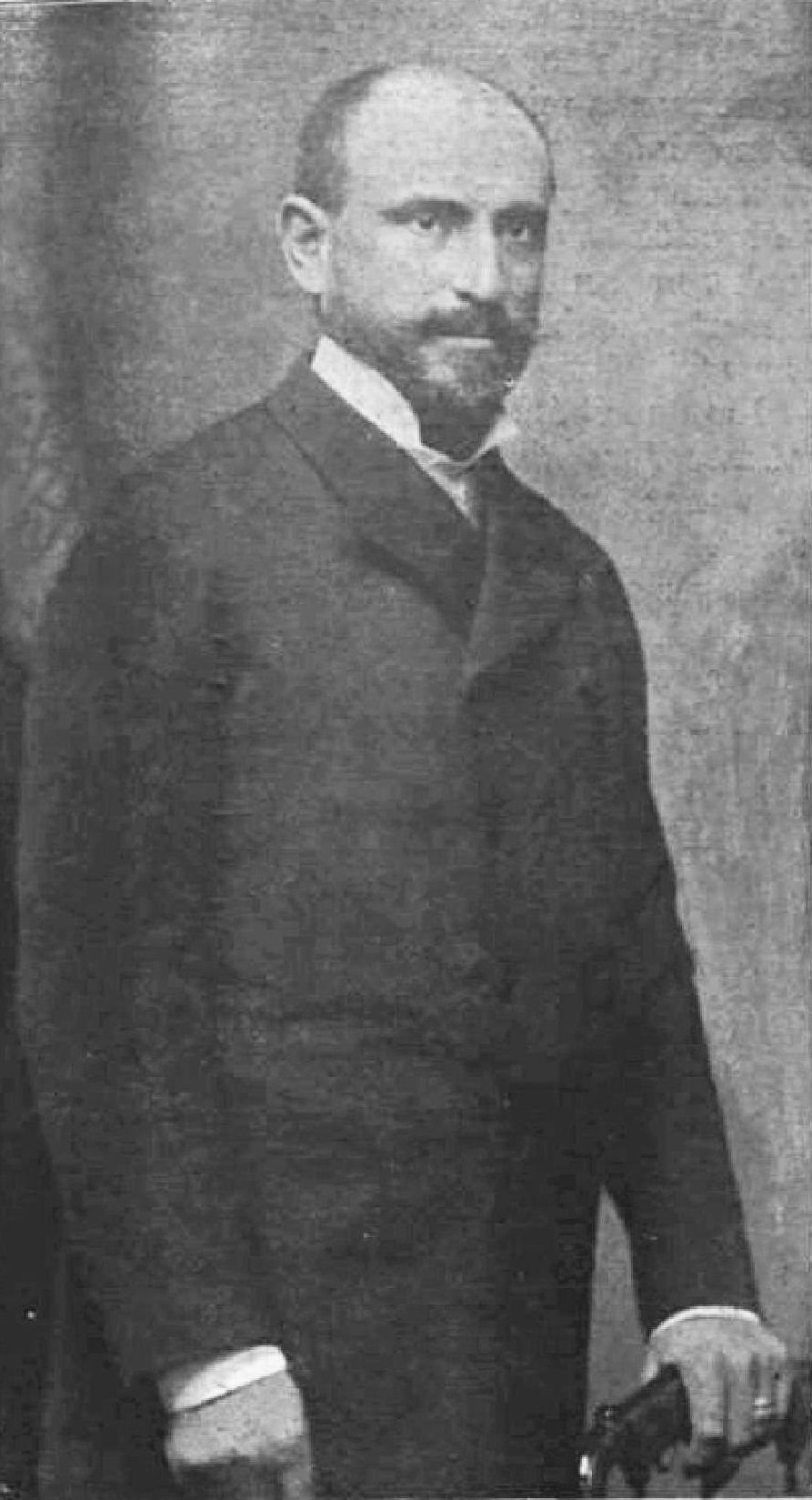
Ernő Dániel.

Ernő Dániel (tyska: Ernst von Daniel),  född den 23 maj 1843, död den 24 juli 1923, var en ungersk friherre och politiker.
Dániel ägnade sig efter avslutade juridiska studier åt domarvärv, blev 1870 medlem av riksdagen och slöt sig där till det liberala partiet, vilket han tillhörde till dess upplösning 1906. Dániel inlade stora förtjänster om organiserande av anstalter mot flodöversvämningar i södra Ungern, och hans grundliga finansiella erfarenhet föranledde (14 januari 1895) hans utnämning till handelsminister i kabinettet Bánffy, vilket han tillhörde till dess avgång den 26 februari 1899. 
Dániel upphöjdes 1896 till friherre och ärftlig medlem av magnathuset. Han var upphovsman till den lag mot obstruktion (lex Daniel), vars våldsamma genomdrivande i ungerska deputeradekammaren hösten 1904 gav signalen till den ohjälpliga brytningen mellan ministerpresidenten Tisza och kammarens majoritet samt vid 1905 års val beredde det liberala partiet dess förkrossande nederlag.